# Chermisey
Chermisey é uma comuna francesa na região administrativa do Grande Leste, no departamento de Vosges. Estende-se por uma área de 10.75 km². Em 2010 a comuna tinha 96 habitantes (densidade: 8,9 hab./km²).